# Зона Дрина у фудбалу
Зона Дрина је једна од зонских лига у фудбалу. Зоне су четврти ниво лигашких фудбалских такмичења у Србији. Виши степен такмичења је Српска лига Запад, а нижи су три окружне лиге — Мачванска, Колубарска и Златиборска.
Лига је формирана 2009. године. Угашена је 2018. године, приликом реорганизације такмичења четвртог ранга на територији Фудбласког савеза региона Западне Србије, заједно са Зоном Дунав и Зоном Морава. Уместо њих настале су четири нове зоне — Западно-моравска, Колубарско-мачванска, Подунавско-шумадијска и Шумадијско-рашка. У Колубарско-мачванску зону прешла је већина клубова који су се у сезони 2017/18. такмичили у Зони Дрина. 
Све четири зоне су угашене на крају сезоне 2023/24, након шест година постојања. Тада је стање враћено на оно из сезоне 2017/18. — обновљене су три некадашње зоне, међу којима је и ова.

## Победници свих првенстава
| Сезона   | Бр. клуб. | Првак                   | Бодови | Вицепрвак               | Бодови | Изв.   |
| 2009/10. | 16        | Слога, Бајина Башта     | 75     | Јединство Путеви, Ужице | 59     | [ 2 ]  |
| 2010/11. | 16        | Јединство Путеви, Ужице | 75     | Лозница, Лозница        | 75     | [ 3 ]  |
| 2011/12. | 16        | Крушик, Ваљево          | 59     | Будућност, Ваљево       | 58     | [ 4 ]  |
| 2012/13. | 16        | Лозница 1919, Лозница   | 65     | Јединство, Уб           | 62     | [ 5 ]  |
| 2013/14. | 16        | Слога, Пожега           | 69     | Јединство, Уб           | 62     | [ 6 ]  |
| 2014/15. | 15        | ФАП, Прибој             | 51     | Златибор, Чајетина      | 50     | [ 7 ]  |
| 2015/16. | 16        | Златибор, Чајетина      | 68     | Прово, Прово            | 48     | [ 8 ]  |
| 2016/17. | 16        | Прово, Прово            | 74     | Јединство, Уб           | 71     | [ 9 ]  |
| 2017/18. | 16        | Дрина, Љубовија         | 72     | Полимље, Пријепоље      | 64     | [ 10 ] |
| 2024/25. | 13        | Железничар, Лајковац    | 63     | Раднички, Ваљево        | 52     | [ 11 ] |
| 2025/26. | 12        | —, —                    | —      | —, —                    | —      | —      |

## Клубови у сезони 2025/26.
| Клуб        | Место        |
| ----------- | ------------ |
| Борац       | Лешница      |
| Дрина       | Љубовија     |
| Липолист    | Липолист     |
| Мачва 1929  | Богатић      |
| ОФК Дивци   | Дивци        |
| ОФК Осечина | Осечина      |
| Радник      | Уб           |
| Рађевац     | Крупањ       |
| Рибница     | Мионица      |
| Севојно     | Севојно      |
| Слога       | Бајина Башта |
| Црнокоса    | Косјерић     |